# Lipót Fejér
Pour l’article homonyme, voir Fejér.
Lipót (ou Leopold) Fejér, prononcé : [ˈfɛjeːr], né le 9 février 1880 à Pécs et mort le 15 octobre 1959 à Budapest, est un mathématicien hongrois. Il a publié un théorème de convergence remarquable pour les séries de Fourier.

## Biographie
Né sous le nom de Leopold Weiss, il décide de changer son nom vers 1900 afin de lui donner une consonance plus hongroise.
Pendant sa thèse, il publie le théorème portant désormais son nom, sur la convergence des séries de Fourier. 
Il enseigne en Hongrie, à l'université de Budapest de 1902 à 1905, à celle de Cluj (alors dans le royaume de Hongrie) de 1905 à 1911, puis est nommé à la chaire de mathématiques de l'université de Budapest. Il travaille principalement sur l'analyse harmonique, la théorie du potentiel.
Il est aussi directeur de thèse de John von Neumann, Paul Erdős, Michael Fekete, George Pólya et Pál Turán.

## Note
1. ↑  Le mot allemand weiss et le mot hongrois fehér signifient « blanc ». Fejér est en hongrois une forme ancienne de fehér, bien connue en raison du nom du département hongrois Fejér ayant pour chef-lieu « le château blanc du siège (royal) », selon le sens littéral du nom de la ville de Székesfehérvár.
2. ↑  http://www.genealogy.ams.org/id.php?id=7488 Mathematics Genealogy Project